# نارین (ایرتیش)
نارین (به قزاقی: Naryn) یک رود در قزاقستان است که در استان قزاقستان شرقی واقع شده‌است.